# 赤色要塞
《赤色要塞》是一款由日本游戏公司科乐美于1986年10月发行的平台游戏，首发的游戏平台为街机，随后又在包括FC磁碟机、Commodore 64等平台中发布复刻版。

## 游戏玩法
Decker上校、Bob中尉、Quint军士、Grey下士四人组成了胡狼战队，解救他们被关押在敌人牢房中的战友，而他们是被俘战友的唯一希望。若想解救战友，他们需要穿过火力密集的地区，炸毁俘虏营，并将战俘带到机场，届时会有直升机接应。
游戏中，玩家将驾驶一辆M151吉普车，消灭沿途的敌人，解救被困在战俘营的战友，并将他们送上己方的直升机中。M151吉普车有两种武器：机枪无法升级，威力很小；榴弹威力大，可通过营救俘虏、拾捡道具升级。拾捡一些特定道具也可为自身增加命数。当M151吉普车被敌方武器击中后，会损失一条命数。普通的战俘营有两名或四名战俘，而特殊的战俘营会有一名闪光的战俘；若营救出这名战俘，则会升级M151吉普车的主武器。M151吉普车起初只有一个榴弹发射器，经过营救俘虏、拾捡道具可升级为火箭发射器；最终，火箭武器在击中目标后会额外向最多四面发射子武器，扩大M151吉普车攻击范围。有趣的是，当吉普车压过敌方步兵时，敌方步兵会被碾死。
《赤色要塞》共分六个关卡。最后一关在攻克敌方堡垒后，会出现一辆巨大的T-72坦克，击毁此坦克便可通关。

## 版本

### 街机版本
《赤色要塞》共有三种不同的街机复刻版本，分别为日本本土版本、世界版本和北美版本。在日本版本中，吉普车的机枪能朝向任何方向射击；而世界版本和北美版本则只能朝向吉普车的前方射击。在北美版本中，吉普车上原本橙、蓝相间的旗帜会变成美国国旗。

### 其他版本
在日本，《赤色要塞》的FC磁盘机版本名称为“最终指令 赤色要塞”（ファイナルコマンド 赤い要塞），后来赤色要塞（赤い要塞）也成为了中文地区的普遍译名，这个复刻版本于1988年5月2日正式在日本本土发售。1988年9月在北美地区发售FC游戏机版，北美版的名稱是“Jackal”，北美版除了新增加第一个关卡，并适当的增加了游戏的难度，原本讀取磁片畫面改成標示遊戲進度位置的關卡地圖。2009年7月29日科乐美公司在日本推出了赤色要塞手机版游戏，2010年8月5日科乐美在中国发布了手机端的赤色要塞Java版本。在电脑端方面，赤色要塞曾在1989年被移植到了Commodore 64和IBM PC上。

## 评价
在中国大陆，《赤色要塞》与1980年代的《魂斗罗》、《绿色兵团》、《沙罗曼蛇》并称四大电子游戏，风靡一时。